# Приріченська сільська рада (Новоорський район)
Прирі́ченська сільська рада (рос. Будамшинский сельский совет) — сільське поселення у складі Новоорського району Оренбурзької області Росії.
Адміністративний центр — село Центральна Усадьба совхоза «Новоорський».

## Населення
Населення — 1598 осіб (2019; 1728 в 2010, 1909 у 2002).

## Склад
До складу сільської ради входять:
| Населений пункт                                | Населення, осіб (2002) | Населення, осіб (2010) |
| ---------------------------------------------- | ---------------------- | ---------------------- |
| Красноуральськ, село                           | 347                    | 293                    |
| Плодове, село                                  | 91                     | 83                     |
| Центральна Усадьба совхоза «Новоорський», село | 1471                   | 1352                   |